# Seilbahn Vöran

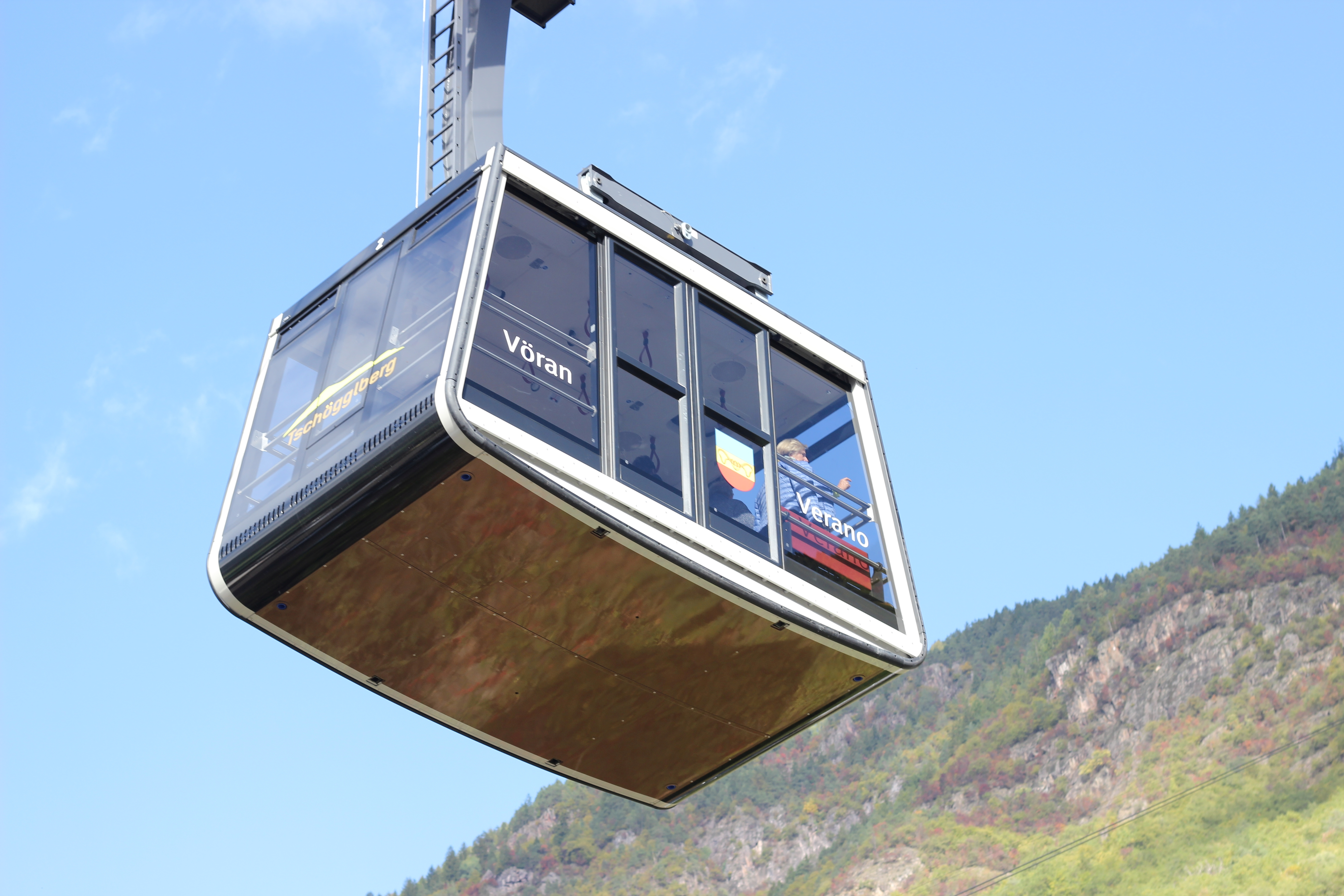
Kabine der Seilbahn Vöran

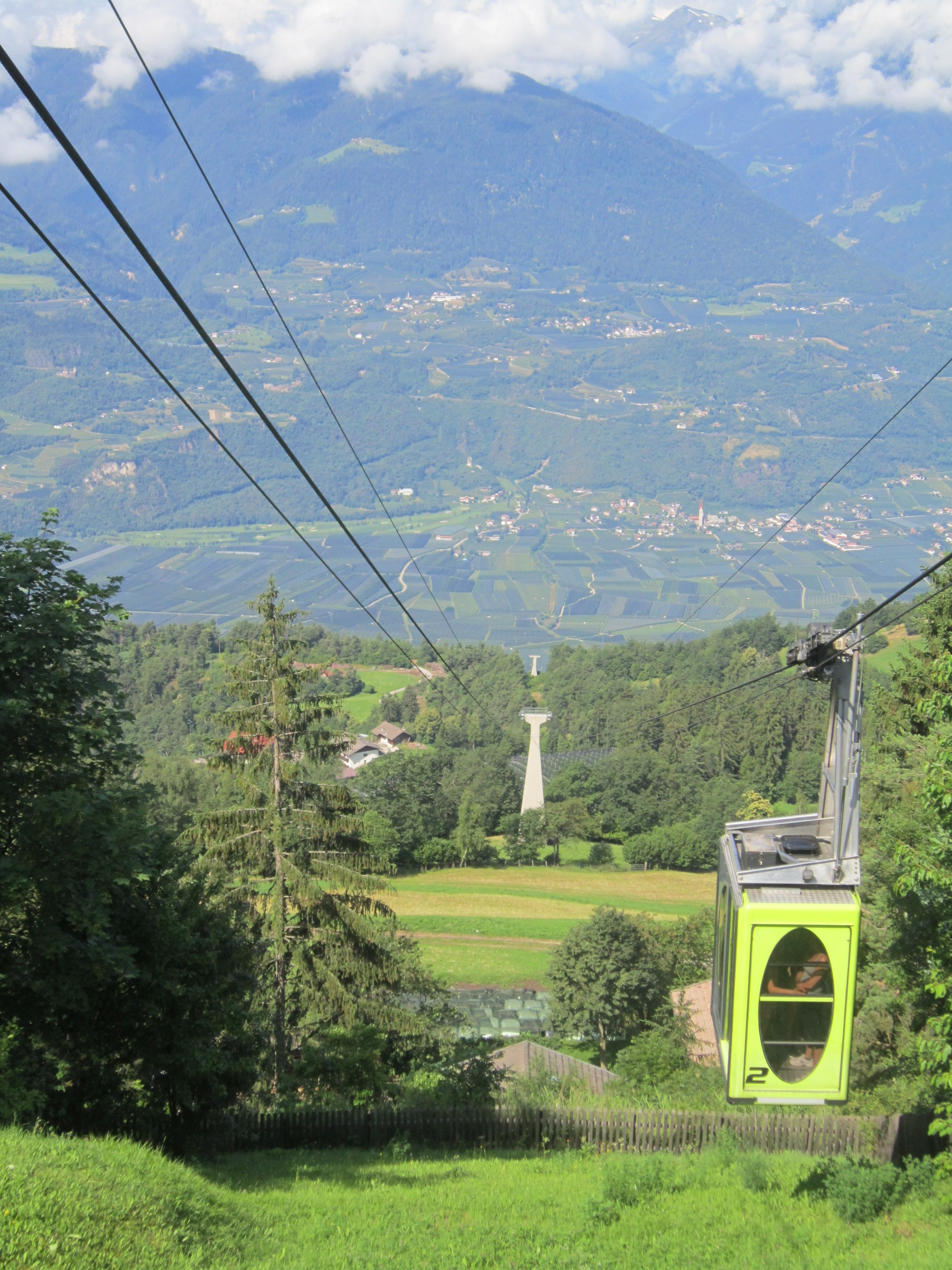
Die alte, inzwischen ersetzte Seilbahn Vöran im Jahr 2013

Die Seilbahn Vöran (italienisch Funivia di Verano) verbindet die Südtiroler Gemeinde Vöran auf dem Tschögglberg mit Burgstall im Etschtal. Die Luftseilbahn ist Teil des Verkehrsverbunds Südtirol.

## Technisches
Die Trasse führt von der auf 269 m s.l.m. gelegenen Talstation am südlichen Ortsrand von Burgstall über eine einzige, 44 m hohe Stütze zur Bergstation nahe dem Ortszentrum von Vöran. Diese befindet sich auf 1182 m s.l.m., somit überwindet die Seilbahn einen Höhenunterschied von 913 m.
Die Seilbahn hat eine schräge Länge von 2120 m. Die Fahrgeschwindigkeit beträgt 10 m/s, die Fahrtzeit rund 5 Minuten. Dank der 35-Personen-Kabine wird somit eine Förderleistung von etwa 360 Personen pro Stunde erreicht.

## Geschichte
Eine erste Seilbahn mit fünf aus Beton errichteten Stützen zwischen Burgstall und Vöran wurde von der Firma Hölzl erbaut und 1958 in Betrieb genommen. Die Kabine dieser Seilbahn bot zwölf Personen Platz. Eine Fahrt dauerte rund 8 Minuten. Im Jahr 2000 wurde die Anlage letztmals erneuert.
Um einem gewachsenen Andrang – auch durch Radfahrer – gerecht zu werden, erhielt 2016 die Firma Doppelmayr den Zuschlag für einen kompletten Neubau. Dieser umfasste eine Neutrassierung der Seilbahnstrecke neben der alten Anlage (dadurch konnte die alte Seilbahn während des Neubaus in Betrieb bleiben), eine neue als Mobilitätszentrum dienende Talstation und eine neue Bergstation. Die gesamten Kosten betrugen rund 9,3 Millionen Euro. Den Hauptteil der Finanzierung übernahm das Land Südtirol, die restlichen 10 % die Gemeinde Vöran. Die Einweihung erfolgte am 7. Oktober 2017.